# Сырова, Марина Львовна
Мари́на Льво́вна Сыро́ва (род. 4 октября 1961) — федеральный судья по уголовным делам Хамовнического суда Москвы. Получила известность в процессе над Pussy Riot.

## Биография
Окончила юридический институт в 1984 году, более 20 лет отработала в прокуратуре, советник юстиции.
28 июня 2006 года была назначена мировым судьёй судебного участка № 55 района Теплый Стан, 1 марта 2008 года назначена на должность федерального судьи Хамовнического районного суда города Москвы.

## Деятельность в статусе федерального судьи
За три года работы в статусе федерального судьи до дела Pussy Riot Марина Сырова вынесла 178 приговоров, из них только один оправдательный (по делу о ДТП). Этот показатель близок к общей статистике московских судей (у Сыровой 0,6 % оправдательных приговоров, в столичных судах вообще — 0,7 %). Примерно в 2 % случаев дело прекращалось за отсутствием состава преступления, примерно 6 % отправлялось в прокуратуру на доработку, в 10 % случаев были отклонены «сопутствующие» статьи.
В июле 2009 года судья Сырова приговорила Дмитрия Кипиани к 6 годам лишения свободы. По мнению журналистки Ольги Бобровой, Кипиани осуждён за присвоение квартиры в центре Москвы, которая на самом деле им унаследована и принадлежала ему на законных основаниях по решению Перовского суда.
В феврале 2010 года заочно приговорила к 8 годам бывшего директора Московского дворца молодежи Павла Забелина. По версии следствия, он с сообщниками ликвидировал ЗАО «Инталия» и незаконно получил в собственность пакет акций ЗАО «МДМ» на сумму почти 500 миллионов рублей. Забелин получил политическое убежище в Эстонии и обратился с открытым письмом к президенту России.
В марте 2010 года Сырова закрыла дело Авдея Тер-Оганьяна, возбуждённое в 1999 году по статье 282 УК (разжигание религиозной вражды) в связи с проведением перформанса «Юный безбожник». Мотивировочная часть решения суда не была опубликована, вероятно, по предположению сайта openspace.ru, «дело было прекращено из-за истечения срока давности».
В июле 2010 года приговорила к 10 годам колонии строгого режима Тариэла Мулухова (Ониани). В декабре того же года Мосгорсуд, рассмотрев ходатайство защиты, оставил приговор без изменений.
В 2012 году рассматривала дело Pussy Riot. За день до вынесения приговора — 16 августа 2012 года, по просьбе главы Мосгорсуда Ольги Егоровой, Марине Сыровой была предоставлена охрана. Адвокаты подсудимых на каждом заседании объявляли отводы судье за несправедливость и предвзятость, но все были отклонены. 17 августа 2012 года судьёй был оглашён приговор трём обвиняемым участницам группы, по которому Надежда Толоконникова, Мария Алёхина и Екатерина Самуцевич были приговорены к двум годам колонии общего режима. Позже Мосгорсуд по кассационной жалобе изменил меру пресечения для Екатерины Самуцевич на два года условно.